# Landburg von Korykos
Die mittelalterliche Landburg von Korykos liegt am östlichen Ortsrand des Ferienorts Kızkalesi im Landkreis Erdemli der türkischen Provinz Mersin, im rauen Kilikien. Sie wurde in spätbyzantinischer Zeit erbaut, hatte verschiedene Besitzer und war bis zur Eroberung im 15. Jahrhundert in Benutzung. Sie befand sich am Westrand der antiken Stadt Korykos bei deren Hafen. An ihrer Südwestecke sind Reste einer Mole zu erkennen, die sie möglicherweise mit der Mädchenburg (türkisch Kız Kalesi) verband, die auf einer etwa 600 Meter entfernten Insel liegt.

## Geschichte
Nachdem der seit römischer Zeit besiedelte Ort ab dem 11. Jahrhundert an Bedeutung verloren hatte und verfallen war, baute der Megas Drungarios (Flottenkommandant) Eustathios auf Befehl des byzantinischen Kaisers Alexios I. 1099 die Burg gleichzeitig mit der etwa 25 Kilometer südwestlich gelegenen Burg von Seleukeia. Sie sollte dem Byzantinischen Reich den Seeweg nach Zypern und damit ins Heilige Land sichern. Im frühen 12. Jahrhundert wurden die Burg und die Stadt vermutlich vom armenischen König Konstantin I. erobert und gehörten darauf zum Königreich Kleinarmenien. In dieser Zeit wurde die Festung erheblich erweitert und durch einen zweiten Mauerring verstärkt. Als im späten 14. Jahrhundert die Macht Kleinarmeniens schwand und die Stadt von den Karamaniden bedroht wurde, riefen die Einwohner König Peter I. von Zypern um Hilfe. Dieser schickte den englischen Ritter Robert von Lusignan nach Korykos. Unter der Herrschaft des Hauses Lusignan wurden nochmals Umbauten an der Anlage vorgenommen, wobei der innere Befestigungsring massiv verstärkt und erhöht wurde. Nach der Eroberung durch die Karamaniden 1448 und die Osmanen 1482 gibt es keine weiteren Nachrichten über die Burg.

## Aufbau

### Befestigung

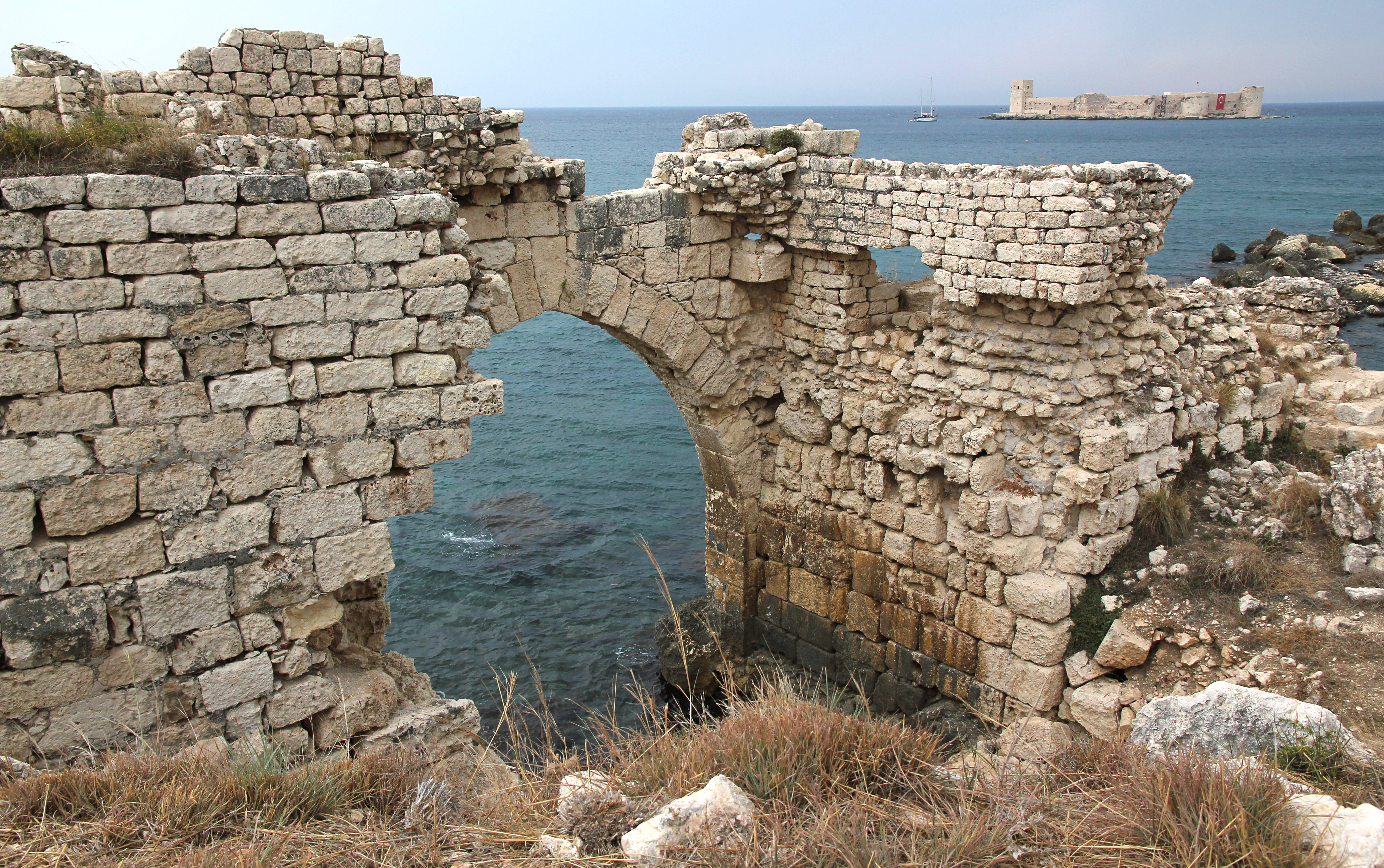
Seetor

Die Burg liegt im Süden und Westen direkt am Mittelmeer, wobei westlich der Hafen angrenzte, im Norden war sie durch sumpfiges Gelände geschützt. Gefahr drohte somit nur von Osten, wo sich dementsprechend die stärkste Befestigung zeigt.
Die südliche, über Klippen liegende Außenmauer endet östlich in einem kleinen Turm, im Westen in dem Seetor, das vom Wasser aus den Zutritt zur Burg ermöglichte. Es hatte einen Spitzbogen und war von zwei kleinen Türmen und einer kleinen Pforte flankiert. Die – wie in der gesamten Befestigung – erheblich stärkere und höhere Innenmauer hat ebenfalls nur zwei Ecktürme, von denen der östliche eine herausragende Spitze vorweist sowie im Inneren ein Kreuzgratgewölbe.

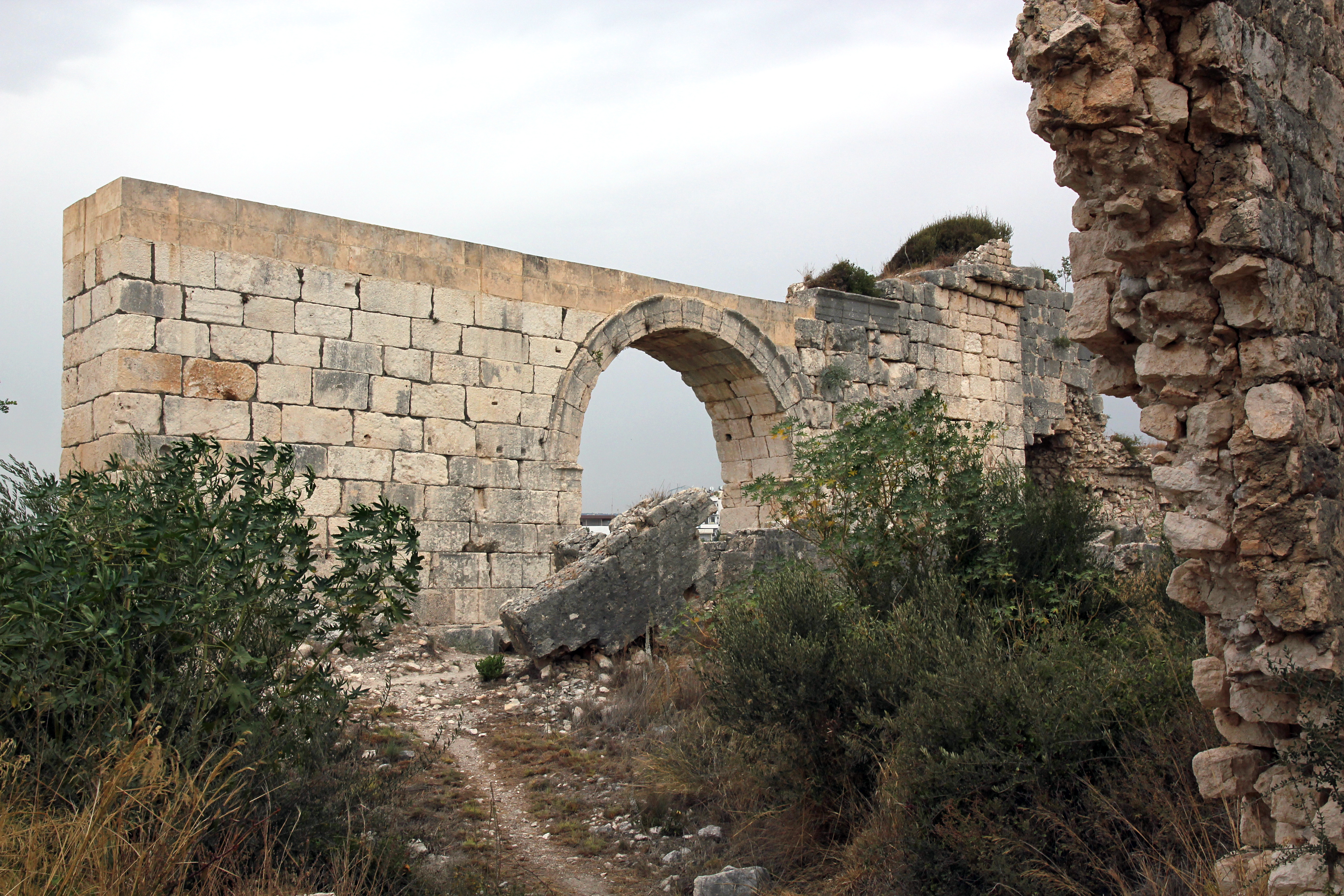
Restauriertes römisches Tor, Innenseite

Das Bild im Westen ist ähnlich, die Außenmauer hat keine Zwischentürme, die innere einen kleineren etwa in der Mitte. Daneben ist ein antikes Tor römischen Ursprungs in die Mauer integriert. Nach Hellenkemper und Hild markiert es den Beginn des Cardo Maximus, der Hauptachse der römischen Stadt, nach Guyer und Herzfeld vielleicht einer monumentalen Säulenstraße, die über ein von der Burg überbautes Forum zu den beiden Tempeln führte, deren Reste östlich im Bereich der Vorburg liegen. Das Tor hebt sich durch sein sauber gefügtes Quadermauerwerk von dem seitlich anschließenden mittelalterlichen Mauerwerk ab. Seine äußere Fassade war durch vier Pilaster mit Akanthuskapitellen in drei Teilflächen aufgeteilt. In dem mittleren trugen zwei kleinere Pilaster den 5,90 Meter breiten Torbogen. In den seitlichen Flächen befand sich je eine Nische mit seitlichen Pilastern und einem Giebel. Ihren unteren Abschluss bildete eine weit vorspringende Konsole, was darauf hinweist, dass dort Statuen aufgestellt waren. Den oberen Abschluss des Tores bildete ein Gebälk aus dreiteiligem Architrav, Übergangsprofil und Fries, Eierstab und Zahnreihe, darüber trugen akanthusgeschmückte Konsolen das mit einer Sima abgeschlossene Geison. Das Tor wird ins späte 2. oder ins 3. Jahrhundert n. Chr. datiert, das Mauerwerk ist heute restauriert.

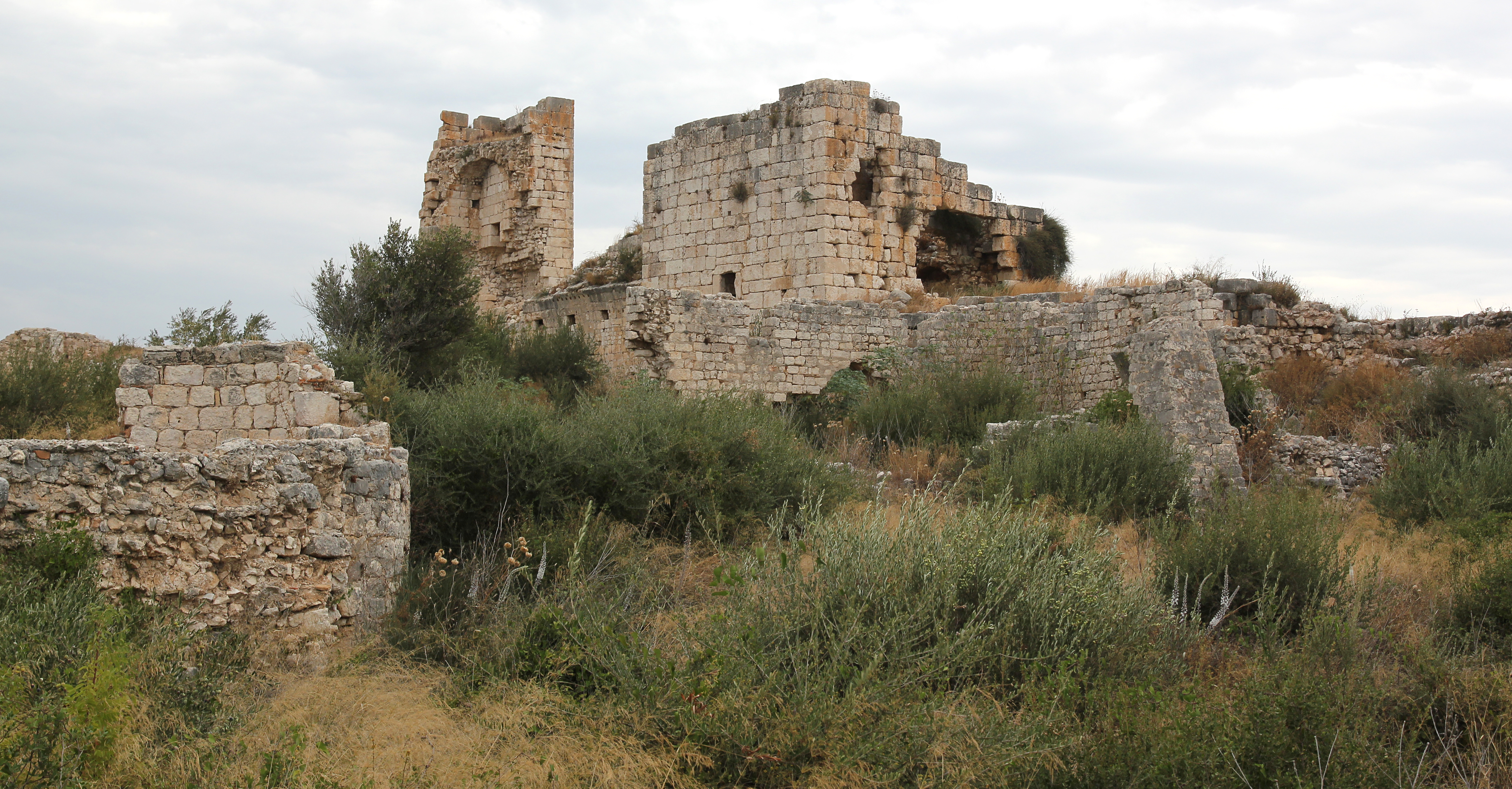
Hauptburg

An der Nordwestecke schließt ein schräg gestellter Turm, der über Innen- und Außenmauer reicht, die Westwand ab. Die Nordwand ist nicht gerade wie die anderen, sondern folgt dem Geländeprofil in einem nach außen vorgewölbten Bogen. Die äußere Mauer hat nur noch einen weiteren Eckturm im Osten, die innere hat zusätzlich zum östlichen Eckturm zwei vorspringende Bastionen. In der Außenmauer sind Nischen mit Schießscharten eingelassen.

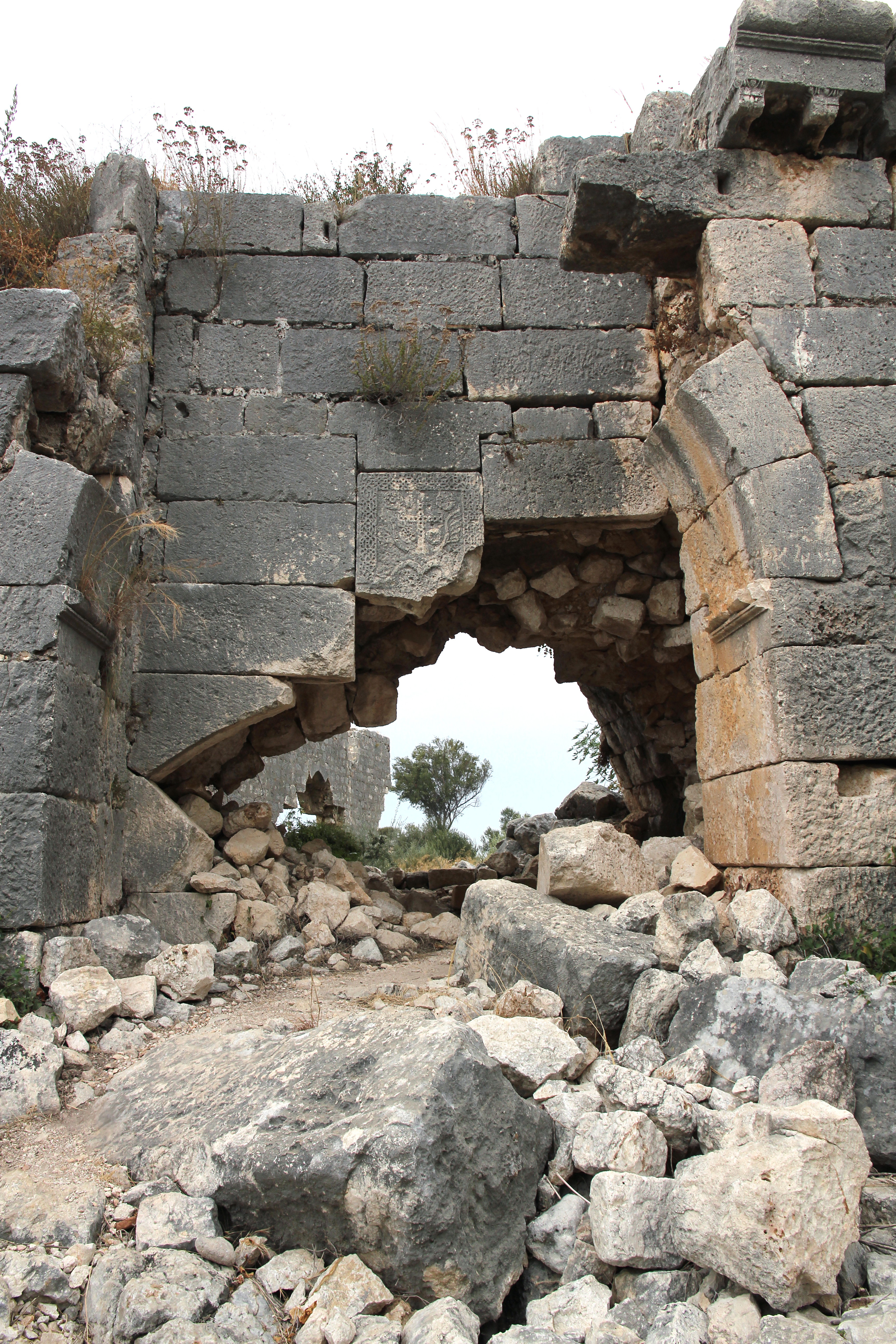
Eingang mit armenischem Kreuzrelief

Die folgende Ostseite ist die am stärksten befestigte. Hier liegt zunächst, gleich hinter der inneren Ecke, das weithin sichtbare Hauptwerk der Festung. Es bestand aus zwei mächtigen Türmen, die von einer starken Mauer verbunden waren. Die Türme hatten mehrere bewohnbare Stockwerke mit Gewölben und als oberen Abschluss eine zinnenbewehrte Plattform, wovon am Nordturm noch Reste zu erkennen sind. Zwischen den Türmen sprang nach außen eine halbrunde Bastion hervor. Hinter der Verbindungsmauer lag ein saalartiger Raum mit einem Tonnengewölbe, von dem die Ansätze noch erkennbar sind. Die Hauptburg diente hier als Bollwerk an der am meisten gefährdeten Stelle, gleichzeitig als letzte Zuflucht für den Fall, dass andere Teile schon eingenommen waren. Wenige Meter südlich der Hauptburg schließt sich das Tor des inneren Mauerrings an. Der Torturm ragt vor allem innen über die Mauer hinaus, dort sind noch Teile der nach oben führenden Treppe erhalten. Über dem Toreingang mit einem Maschikuli-Schacht ist in der Mauer ein armenisches Relief zu sehen. Es zeigte ein mit Edelsteinen besetztes Kreuz, das von Rosetten und Rankenornamenten umgeben ist und von einem Flechtband eingerahmt wird. Darunter sahen Guyer und Herzfeld noch Teile einer nicht lesbaren armenischen Inschrift, die heute nicht mehr vorhanden ist. Kurz nach dem Eingang folgt ein weiterer bastionartiger Turm, bevor der nach Osten spitz vorspringende Eckturm die innere Mauer abschließt.
Auch die äußere Ostmauer ist stärker befestigt als alle anderen. Im Norden steht zunächst ein rechteckiger Turm, der sich nach innen in einem Bogen öffnete. Er war nach drei Seiten mit Schießscharten ausgestattet. An seiner Nordseite ist noch ein beträchtliches Stück der Treppe erhalten, die zum Wehrgang führte. Daran schloss sich ein dreieckiger Mauervorsprung an, von dessen Schießscharten aus nach beiden Seiten der davorliegende Graben erfasst werden konnte. Nach einem halbrunden Turm folgte dann der etwa quadratische Torturm mit dem Haupteingang der Festung, ebenfalls nach außen vorspringend. Dort überquerte vermutlich eine Zugbrücke oder eine Holzbrücke den Wassergraben, da sich von einer Steinkonstruktion Reste erhalten haben müssten. Der Eingang lag, wie im Mittelalter üblich, nicht direkt gegenüber dem inneren Tor, sondern etwa 30 Meter südlich davon. Auch der Eingangsturm war mit Schießscharten ausgestattet.
Vor der östlichen Mauer lag zunächst der erwähnte Burggraben, der wahrscheinlich aus dem in der Regenzeit nördlich der Burg fließenden Bach mit Wasser gefüllt wurde. Dahinter befand sich die zur gleichen Zeit entstandene Vorburg, von der nur sehr spärliche Spuren erhalten sind. Sie hatte demnach etwa rechteckige Form und grenzte im Süden ans Meer. In ihrem Inneren befanden sich verschiedene Gebäude, die aber nicht mehr zu identifizieren sind. Allenfalls zwei Kapellen können anhand der Grundrisse erkannt werden, wobei die eine sehr nahe am Graben stand und daher möglicherweise älter war als die Burg.

### Gebäude im Inneren

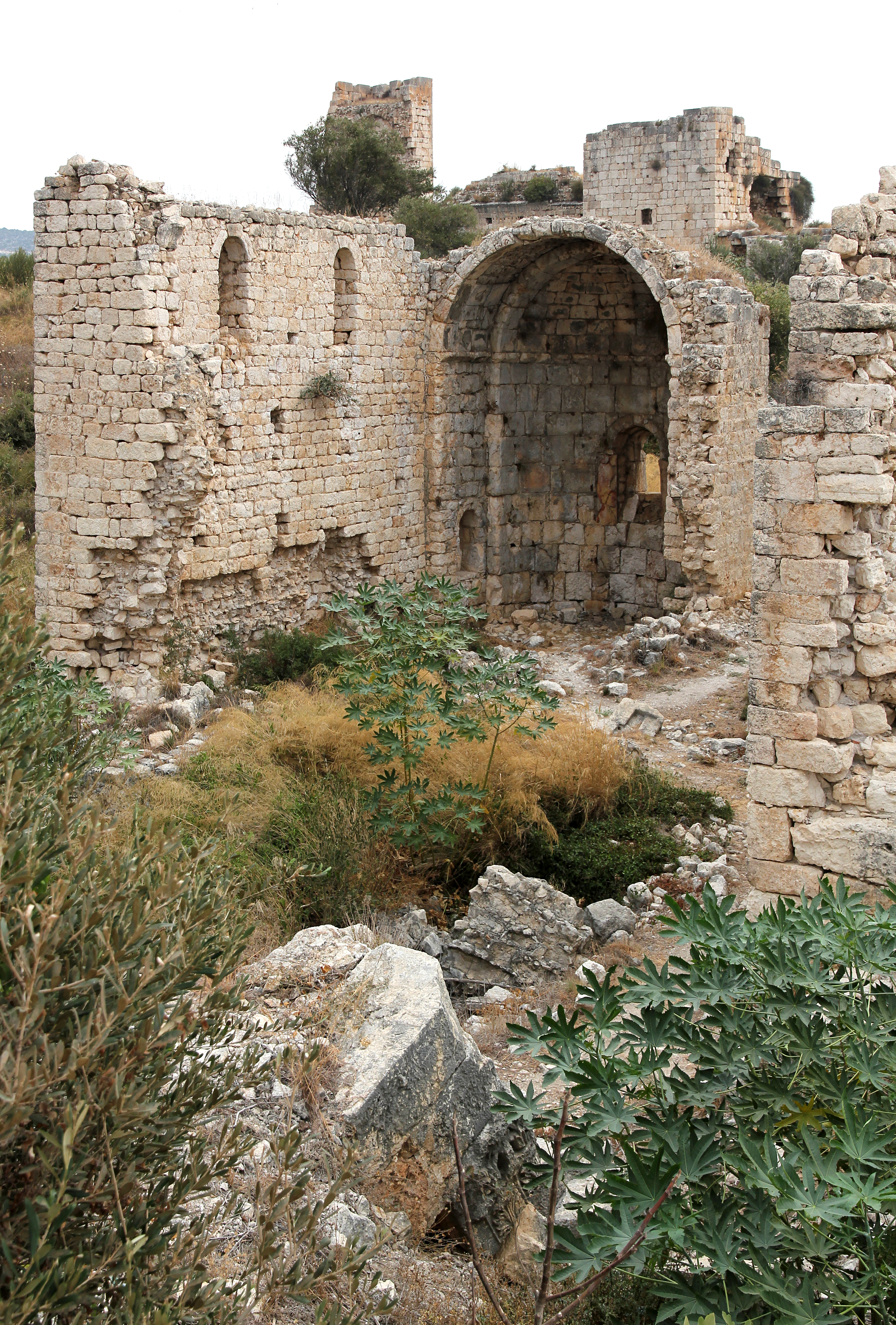
Südwest-Kapelle

Im Inneren der Burg sind Relikte mehrerer Gebäude zu sehen, von denen drei als Kirchen zu erkennen sind. Eine davon befindet sich im Südwesten des Areals. Sie hatte ein Schiff von 4,07 Metern Breite und 7,23 Metern Länge, danach eine etwas schmaleren, 1,51 Meter tiefen Übergang zum Chor und im Osten eine 3,30 Meter breite und 2,17 Meter tiefe Apsis. Während heute nur noch die nördliche Wand und die Apsis mit dem Chor aufrecht stehen, konnten Guyer und Herzfeld noch alle Wände bis fast zum Dach beschreiben. Danach hatte das Gebäude eine Tür in der Süd- und eine in der Westwand. Der Beleuchtung dienten je zwei hochliegende Fenster in den Längsseiten und drei im westlichen Giebel. Dazu kamen ein Fenster in der Apsis und eine Öffnung in der Spitze des Chorbogens. Während dieser die Form eines Tonnengewölbes hatte, vermuteten Guyer und Herzfeld für das Schiff wegen der schwächeren Seitenwände eine Balkendecke. Etwa 20 Meter östlich dieser Kirche sind Reste einer erheblich kleineren Kapelle zu sehen, die nur über ein 3,70 × 3,86 Meter großes Schiff und eine Apsis von 2,20 Metern Breite und 1,38 Metern Tiefe verfügt.
In der Nordostecke des Burginnenraumes befand sich eine weitere, die größte Kirche der Anlage. Sie wurde ursprünglich als dreischiffige Basilika erbaut. Das Mittelschiff war innen einschließlich der Apsis 17,60 Meter lang und 7,00 Meter breit, die Seitenschiffe hatten eine Breite von 2,35 Metern. Die Apsis war 6,00 Meter breit und 3,50 Meter tief und hatte ein – später vermauertes – Rundbogenfenster im Scheitel und eine ebensolche Tür in der Nordwand. An ihrer Rückseite sind Teile von zwei Mauerpfeilern und Ansätze von Rundbögen erhalten, die auf eine Überwölbung eines dahinterliegenden Raumes, vielleicht einer Sakristei, hindeuten. Im Zuge eines späteren Umbaus wurde die Kirche stark verkleinert. Die Westwand mit dem Eingang wurde um 5,95 Meter nach Osten versetzt und die Zwischenräume zwischen den die Schiffe trennenden Pfeiler wurden vermauert, sodass ein einschiffiges Gebäude entstand. Der so entstandene Innenraum war durch je zwei Pilaster in den Längswänden in drei Joche unterteilt. Die Wandpfeiler waren mit Blendbögen verbunden und trugen ein Tonnengewölbe. Die Wände waren in dieser zweiten Bauperiode verputzt und mit Malereien geschmückt, wovon Victor Langlois 1852/53 noch armenische Heiligenbilder in der Apsis sah. Guyer und Herzfeld berichten von Ornamentresten an den Blendbögen. Das Mauerwerk der Kirche besteht aus den für die armenische Architektur bezeichnenden Kleinquadern.
Die weiteren Gebäude innerhalb der Burg sind nur in Resten erhalten und nicht genauer zu bestimmen. Eines liegt hinter dem Eingang im Osten, zwei weitere, ähnlich wie bei Kreuzfahrerburgen, direkt an der Festungsmauer, einmal im Südwesten und einmal im Westen nahe dem Prunktor. Beide sind in kleine Räume unterteilt und haben daher möglicherweise als Lagerräume gedient. Nahe dem Hauptwerk ist eine 3,5 × 4,5 Meter große Zisterne zu sehen, die früher wohl überdacht war. Hild und Hellenkemper vermuten auch bei den beiden letztgenannten Gebäuden Zisternen.

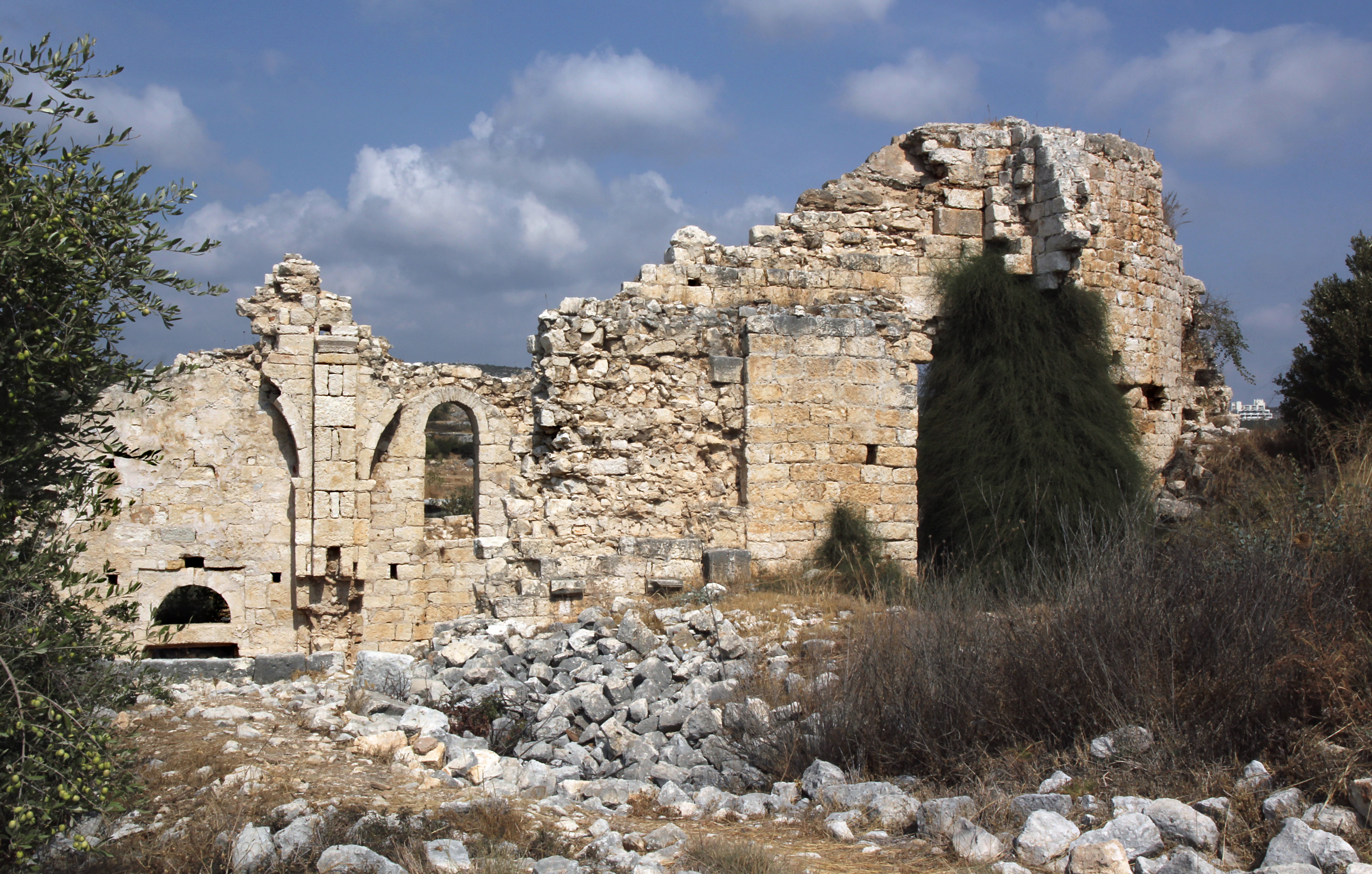
Nordkirche von Südosten
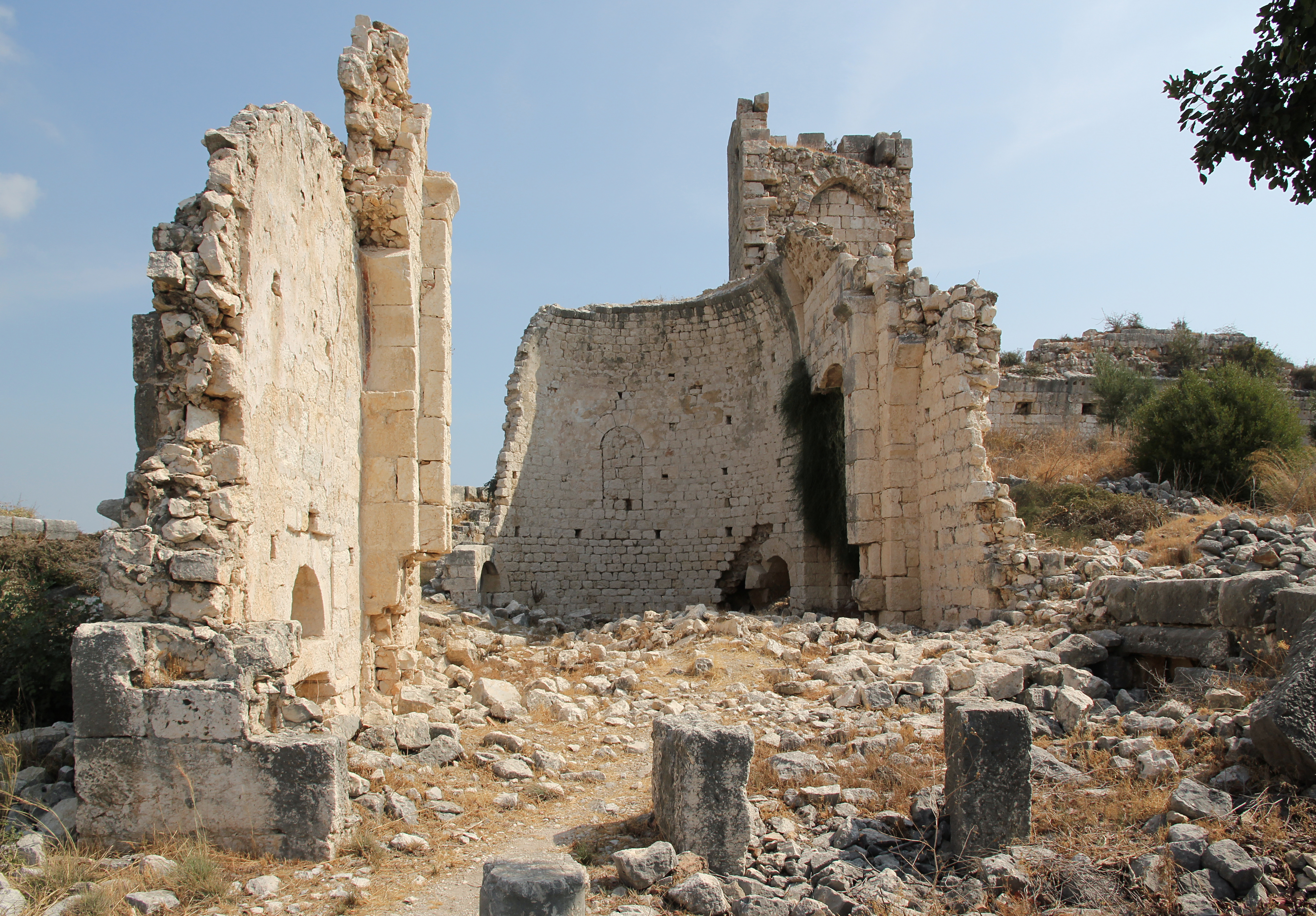
Wände und Apsis der Nordkirche von Südwesten
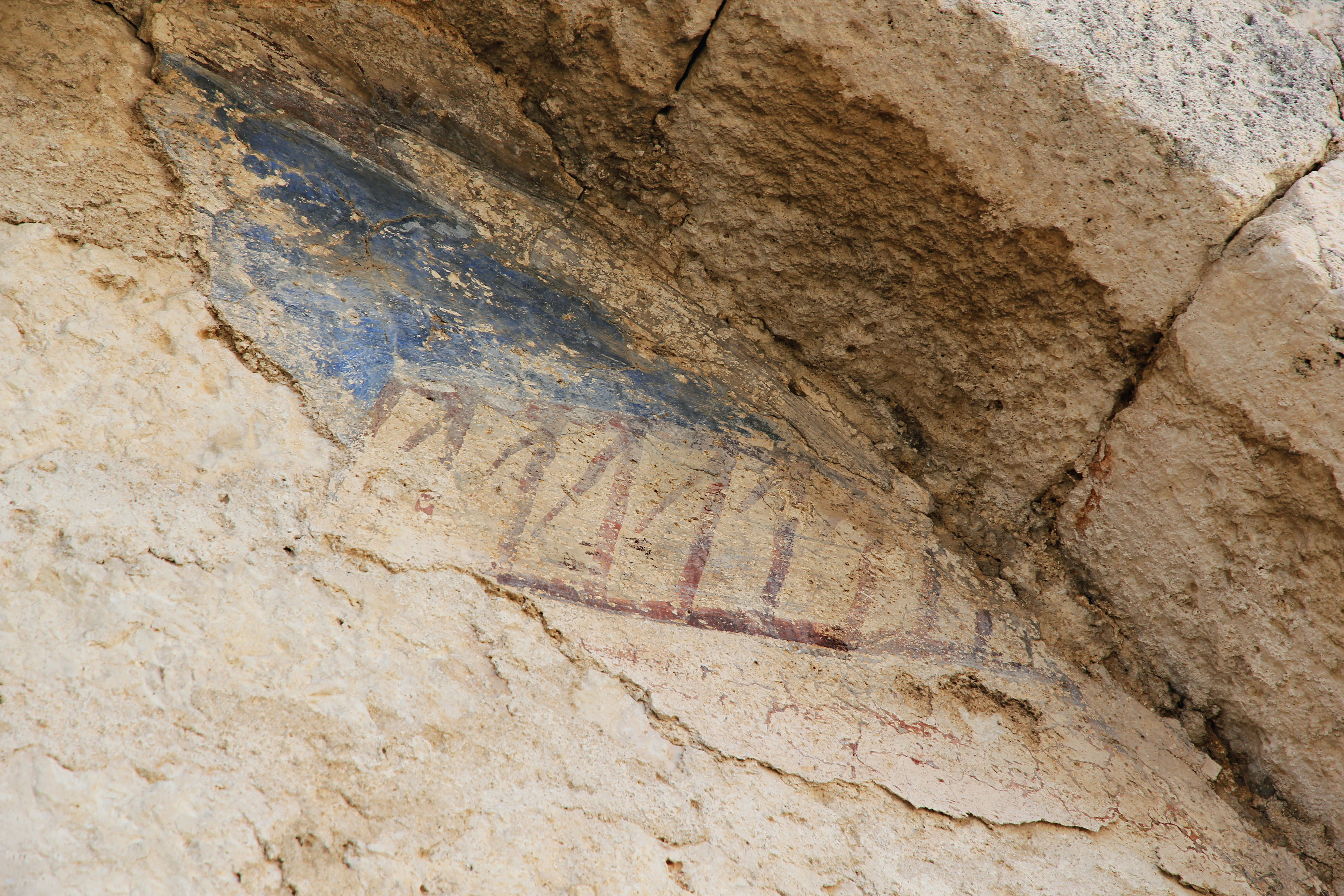
Malereireste an der Südwand
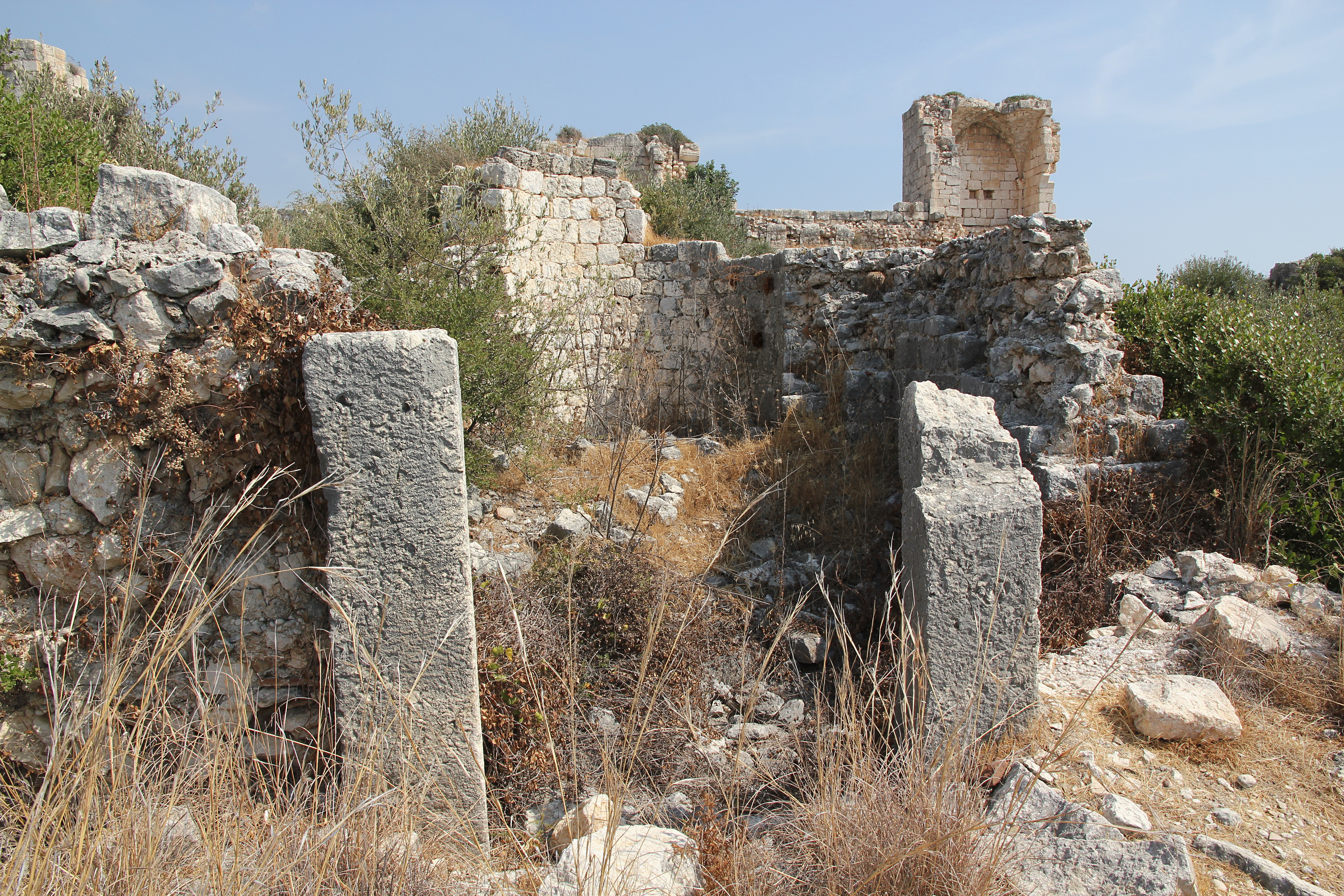
Kleine Kapelle nahe der Südkirche

### Mauerwerk und Spolien

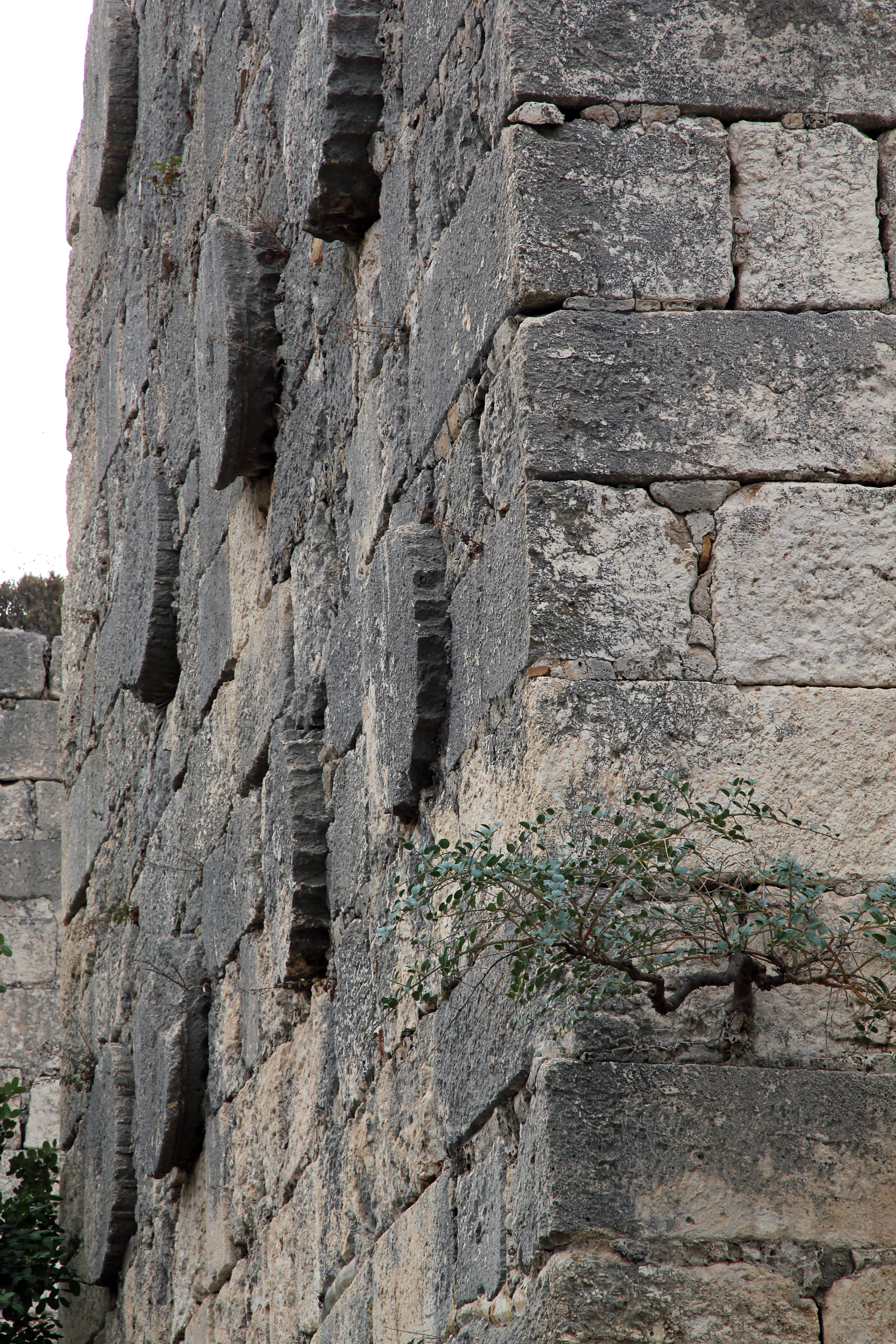
Säulenschäfte im Südostturm des inneren Mauerrings

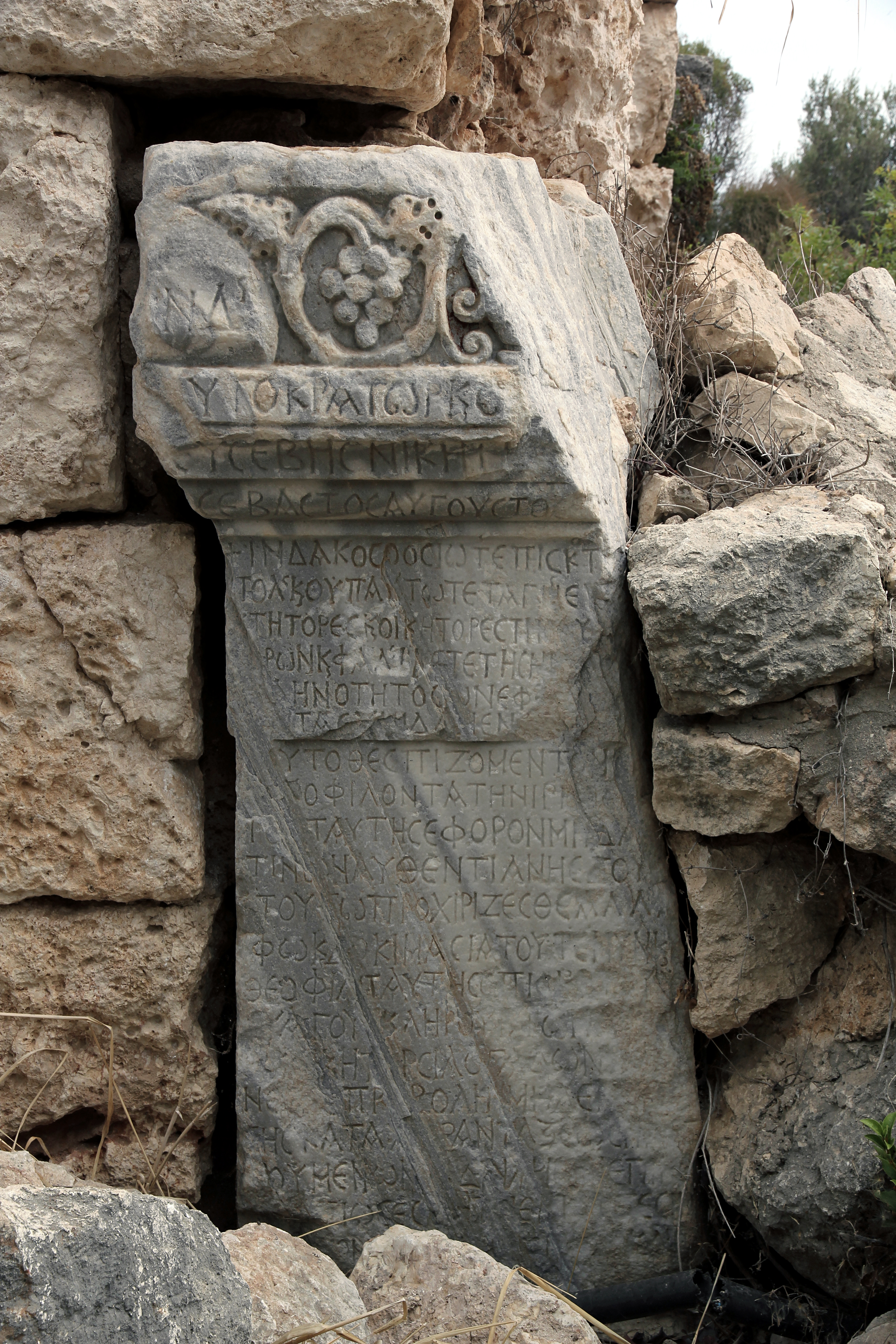
Altarstein mit kaiserlichem Erlass im Haupteingang

Die Festungsmauern sind vorwiegend aus vorhandenen Steinen älterer Bauten erstellt. Der größte Teil besteht aus unterschiedlich großen Quadern, im Hauptwerk im Osten auch bossierte Quader, die vermutlich aus römischen Vorgängerbauten stammen, nach Hild und Hellenkemper vornehmlich aus kaiserzeitlichen Grabhäusern der Nekropole. In den Mauern ist eine große Zahl an Spolien verbaut, zahlreiche Inschriftensteine und andere Architekturfragmente, aber auch Säulenschäfte. Von letzteren vermuten Guyer und Herzfeld, dass sie von der Säulenstraße stammten, die an dem in die Westmauer integrierten römischen Prunktor begann und zu den Tempeln östlich des Burggeländes führte. Bemerkenswert ist, dass in mehreren Türmen der Nord- und der Ostmauer diese Säulenteile in regelmäßigen Abständen, nach einem erkennbaren Muster integriert sind, sodass man davon ausgehen kann, dass die Erbauer damit dekorative Ziele verfolgten. Im starken Gegensatz dazu steht das in den oberen Teilen, vor allem der Nordmauer, verwendete sehr kleinteilige Mauerwerk, das zum Beispiel auch in den armenischen Kirchen des Stadtgebiets zu beobachten ist. Dennoch nehmen Guyer und Herzfeld an, dass es aus der gleichen Bauperiode stammt.
Ein besonderes Beispiel für die benutzten Spolien sind zwei Marmorblöcke, die rechts und links des Haupteingangs in der Außenmauer in der Wand verwendet sind. Auf den ursprünglichen Altarsteinen aus einem römischen Tempel ist der Text eines Erlasses des byzantinischen Kaisers Anastasios I. aus der Zeit um 500 eingraviert. Darin wird auf Veranlassung von Bischof Indakos der Provinzregierung untersagt, sich in die Wahlen des Defensors (ἔκδικος) – eines Beamten, der zwischen Stadt und Zentralregierung vermittelte – und des Curators (ἔφορος) einzumischen.
In dem Lagergebäude nahe der Südwestkirche ist als Türsturz ein Steinblock wiederverwendet, der eine eingravierte Menorah zeigt. Diese ist, neben zahlreichen weiteren Vorkommen von jüdischen Symbolen und Namen in der Nekropole von Korykos, ein Beleg für das Vorhandensein einer jüdischen Gemeinde in der Stadt, wie auch in vielen anderen Orten der Umgebung.

## Forschungsgeschichte

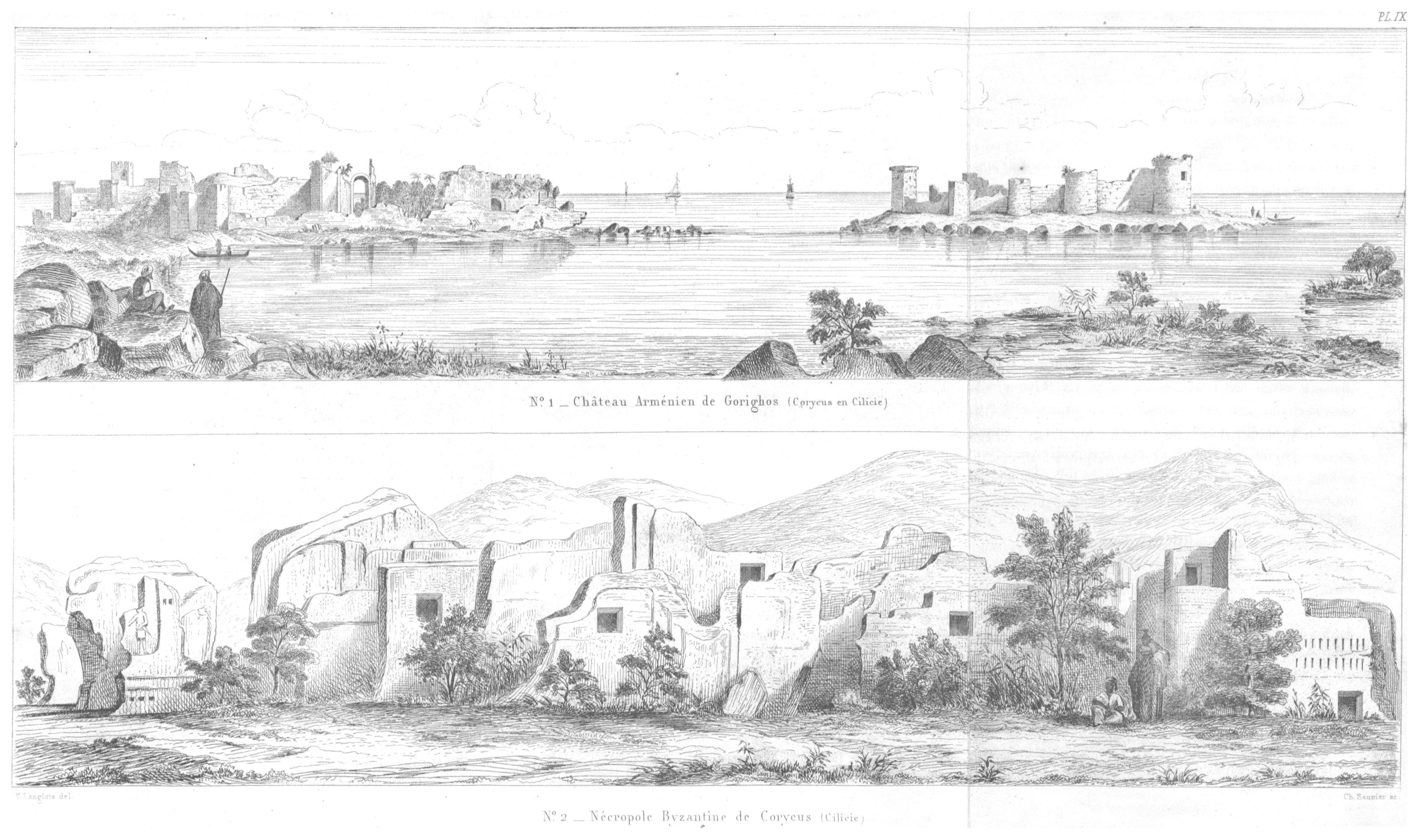
Zeichnung der beiden Burgen und der Nekropole von Victor Langlois (1852/53)

Schon im 14. Jahrhundert liefert Guillaume de Machaut eine Beschreibung der Burg in seinem Epos La Prise d'Alexandrie, in dem er von dem Kriegszug des zyprischen Königs Peter I. gegen Alexandria erzählt. Der britische Kapitän Francis Beaufort, der im Auftrag der Admiralität in den Jahren 1811–12 die kilikische Küste erkundete, berichtet, dass die am Seetor beginnende Mole noch etwa 100 m weit ins Meer ragte und mit einer Plattform für einen Leuchtturm endete. Der französische Orientalist Victor Langlois bereiste 1852–1853 Kilikien und beschrieb die Burg in seinem Reisebericht Voyage dans la Cilicie et dans les montagnes du Taurus. Der österreichische Archäologe Rudolf Heberdey bereiste 1890–1891 mit seinem Landsmann, dem klassischen Philologen Adolf Wilhelm, Kilikien und besuchte dabei Korykos. Im Jahr 1907 besuchten der Archäologe Ernst Herzfeld und der Schweizer Kunsthistoriker Samuel Guyer den Ort und lieferten die erste ausführliche Beschreibung der beiden Burgen. Der Archäologe Josef Keil und der Philologe Adolf Wilhelm dokumentierten 1914 zahlreiche Inschriften aus Korykos, darunter den erwähnten kaiserlichen Erlass. Der Byzantinist Hansgerd Hellenkemper erforschte die Festung seit 1969 mehrfach, teils gemeinsam mit Friedrich Hild, wobei sie zu neuen Erkenntnisse und Deutungen kamen.